# Премія Велча з хімії
Пре́мія Ве́лча з хі́мії (англ. Welch Award in Chemistry) — наукова нагорода, яка щорічно присуджується Фундацією Велча, що базується в Х'юстоні (штат Техас, США) і є одним із найбільших приватних джерел фінансування фундаментальних хімічних досліджень в країні. Нагорода призначена для заохочення та підтримання фундаментальних досліджень в хімії на благо людства. Ця премія, яку вручають з 1972 року, є однією з найпрестижніших нагород у своїй галузі. Дев'ять (станом на 2025 рік) лауреатів премії Велча стали також нобелівськими лауреатами.
Нагорода носить ім'я американського інвестора Роберта Алонзо Велча, який заробив свої статки на нафті та мінералах і твердо вірив у здатність хімії зробити світ кращим. У своєму заповіті Роберт Велч зазначив: «Мене давно вражають великі можливості для покращення людства, які відкриваються у галузі досліджень у хімії». Розмір премії становить $500,000..

## Лауреати
За період існування нагороди її лауреатами ставали:
| Рік  | Лауреат                                                                                        |
| ---- | ---------------------------------------------------------------------------------------------- |
| 1972 | Карл Огест Фолкерс, Техаський університет в Остіні                                             |
| 1974 | Альберт Ешенмозер, Федеральна вища технічна школа Цюриха                                       |
| 1976 | Ніл Бартлет, Університет Каліфорнії (Берклі)                                                   |
| 1978 | Едгар Брайт Вілсон, Гарвардський університет                                                   |
| 1980 | Суне Бергстрем, Каролінський інститут                                                          |
| 1981 | Пол Дауті Бартлетт, Техаський християнський університет                                        |
| 1982 | Френк Вестгаймер, Гарвардський університет                                                     |
| 1983 | Генрі Таубе, Стенфордський університет                                                         |
| 1984 | Кеннет Пітцер, Університет Каліфорнії (Берклі)                                                 |
| 1985 | Дуіліо Арігоні, Федеральна вища технічна школа Цюриха                                          |
| 1986 | Джордж Клод Пайментел, Університет Каліфорнії (Берклі)                                         |
| 1987 | Гаррі Джордж Дрікамер, Університет Іллінойсу в Урбана-Шампейн                                  |
| 1988 | Річард Баррі Бернштейн, Університет Каліфорнії в Лос-Анджелесі                                 |
| 1989 | Норман Девідсон, Каліфорнійський технологічний інститут                                        |
| 1990 | Джон Домбровскі Робертс, Каліфорнійський технологічний інститут                                |
| 1990 | Вільям фон Еггерс Дерінг, Гарвардський університет                                             |
| 1991 | Ерл Ріс Штадтман, Національний інститут здоров'я                                               |
| 1991 | Едвін Кребс, Медичний інститут Говарда Г’юза, Університет Вашингтону                           |
| 1992 | Річард Смоллі, Університет Райса                                                               |
| 1993 | Гілберт Сторк, Колумбійський університет                                                       |
| 1994 | Джек Галперн, Чиказький університет                                                            |
| 1994 | Франк Альберт Коттон, Техаський університет A&M                                                |
| 1995 | Джеремі Ноулз, Гарвардський університет                                                        |
| 1995 | Роберт Абелес, Брандейський університет                                                        |
| 1996 | Кої Наканіші, Колумбійський університет                                                        |
| 1997 | Ахмед Хассан Зевейл, Каліфорнійський технологічний інститут                                    |
| 1998 | П'єр Шамбо, Колеж де Франс                                                                     |
| 1999 | Річард Зейр, Стенфордський університет                                                         |
| 2000 | Аластер Ієн Скотт, Техаський університет A&M                                                   |
| 2000 | Алан Баттерсбі, Кембриджський університет                                                      |
| 2001 | Роджер Девід Корнберг, Стенфордський університет                                               |
| 2002 | Гарден Макконнелл, Стенфордський університет                                                   |
| 2003 | Рональд Бреслоу, Колумбійський університет                                                     |
| 2004 | Аллен Бард, Техаський університет в Остіні                                                     |
| 2005 | Джордж Вайтсайдс, Гарвардський університет                                                     |
| 2006 | Деніел Кошланд, Університет Каліфорнії (Берклі)                                                |
| 2007 | Вільям Г'ю Міллер, Університет Каліфорнії (Берклі)                                             |
| 2007 | Ноель Гаш, Університет Сіднея                                                                  |
| 2008 | Александер Річ, Массачусетський технологічний інститут                                         |
| 2009 | Гаррі Баркус Грей, Каліфорнійський технологічний інститут                                      |
| 2010 | Джоан Стабб, Массачусетський технологічний інститут; Крістофер Волш, Гарвардська медична школа |
| 2011 | Джон Стюарт Во, Массачусетський технологічний інститут                                         |
| 2012 | Девід Альберт Еванс, Гарвардський університет                                                  |
| 2013 | Луїс Брюс, Колумбійський університет                                                           |
| 2014 | Роберт Бергман, Університет Каліфорнії (Берклі)                                                |
| 2015 | Стівен Гаррісон, Гарвардська медична школа                                                     |
| 2016 | Річард Голм, Гарвардський університет; Стівен Ліппард, Массачусетський технологічний інститут  |
| 2017 | Джон Гудінаф, Техаський університет в Остіні                                                   |
| 2018 | Едріан Бакс, Національний інститут діабету, захворювань травної системи та нирок               |
| 2019 | Пол Алівізатос, Університет Каліфорнії (Берклі); Чарлз Лібер, Гарвардський університет         |
| 2020 | Стівен Макнайт, Південно-західний медичний центр Техаського університеті                       |
| 2021 | Чі-Х'юї Вонг, Дослідницький інститут Скріппс                                                   |
| 2022 | Каролін Бертоцці, Стенфордський університет                                                    |
| 2023 | Жаклін Бартон, Каліфорнійський технологічний інститут                                          |
| 2024 | Ерік Якобсен, Гарвардський університет                                                         |
| 2025 | Стюарт Шрайбер, Гарвардський університет Пітер Шульц, Дослідницький інститут Скріппс           |